# ريوسوكي ماتسوأوكا
ريوسوكي ماتسوأوكا (باليابانية: 松岡 亮輔) (23 أكتوبر 1984 في نيشينومايا في اليابان – )؛ هو لاعب كرة قدم ياباني سابق كان يلعب كلاعب وسط.

## وصلات خارجية
- ريوسوكي ماتسوأوكا على موقع رابطة كرة القدم اليابانية للمحترفين (اليابانية)
- ريوسوكي ماتسوأوكا على موقع قاعدة بيانات كرة القدم.إي يو (الإنجليزية)
- ريوسوكي ماتسوأوكا على موقع Soccerway.com (الإنجليزية)
- ريوسوكي ماتسوأوكا على موقع عالم كرة القدم.نت (الإنجليزية)
- ريوسوكي ماتسوأوكا على موقع كووورة